# Felice Orlandi
Felice Orlandi né le 18 septembre 1925 à Avezzano dans la région des Abruzzes en Italie et mort le 21 mai 2003 à Burbank en Californie est un acteur américain.

## Biographie
Felice Orlandi a été marié à Alice Ghostley de 1953 à 2003.

## Filmographie sélective

### Cinéma
- 1955 : Le Baiser du tueur de Stanley Kubrick : un gangster
- 1956 : Plus dure sera la chute de Mark Robson : Vince Fawcett
- 1958 :  Never Love a Stranger de Robert Stevens : Bert
- 1960 : The Pusher de Gene Milford : The Pusher
- 1968 : Bullitt de Peter Yates : Albert Renick
- 1969 : On achève bien les chevaux de Sydney Pollack : Mario
- 1970 : Catch 22 de Mike Nichols : L'homme en noir
- 1972 : Un homme est mort de Jacques Deray : Anderson
- 1973 : Échec à l'organisation de John Flynn : Frank Orlandi
- 1975 : Le Bagarreur de Walter Hill : Le Beau
- 1978 : Driver de Walter Hill : le deuxième inspecteur
- 1980 : Le Gang des frères James de Walter Hill : Carl Reddick
- 1989 : Hit List de William Lustig : Joey DeSalvo
- 1990 : 48 heures de plus de Walter Hill : Warden

### Télévision

#### Séries télévisées
- 1955 : I Spy : The Bridge (saison 1 épisode 35)
- 1959 : Border Patrol : Crime Wave at Coral Gables (saison 1 épisode 35) : Carben
- 1959 : Border Patrol : A Lapse of Time (saison 1 épisode 36) : Julio Nicklas
- 1959 : Naked City : A Running of Bulls (saison 1 épisode 26) : Luis
- 1965 : L'Homme à la Rolls : Deadlier Than the Male (saison 3 épisode 10) : Capitaine Luzardo
- 1966 : The Wackiest Ship in the Army (série) (en) : Fun Has More Blondes (saison 1 épisode 28)
- 1966 : Les Mystères de l'Ouest : La Nuit hors du temps (saison 2 épisode 15) : Capitaine Vincent Scoffield
- 1967 : Captain Nice  : That's What Mothers Are For (saison 1 épisode 8) : Lucky
- 1967 : The Road West (en) : The Agreement (saison 1 épisode 28) : Luther McQueen
- 1967 : Papa Schultz : Mariage à la française (Reverend Kommandant Klink) (saison 2 épisode 25) : Lieutenant Claude Boucher
- 1967 : Papa Schultz : Problème de robinet (Nights in Shining Armor) (saison 3 épisode 8) : Maurice Dubois
- 1967 : Papa Schultz : Chargement explosif (Is General Hammerschlag Burning?) (saison 3 épisode 10) : Maurice Dubois
- 1967 : Papa Schultz : Goulag 13 (A Russian is Coming) (saison 3 épisode 12) : Maurice Dubois
- 1967 : Custer : Pursued (saison 1 épisode 17) : Roan Horse
- 1968 : Gunsmoke : The Jackals (saison 13 épisode 22) : Emilio
- 1968 : Les Mystères de l'Ouest : La Nuit de la bête (saison 3 épisode 23) : Benjamin Buckley
- 1969 : Les Règles du jeu : A Wrath of Angels (saison 1 épisode 23) : Angelito Fidel
- 1970 : Le Grand Chaparral : No Trouble at All (saison 3 épisode 26) : Felipe
- 1970 : Sur la piste du crime : Antennae of Death (saison 6 épisode 10) : Oren Willard
- 1970 : Mission impossible : La Cachette (The Crane) (saison 4 épisode 23) : Colonel Alex Strabo
- 1971 : Storefront Lawyers : Hostage (saison 1 épisode 17) : Arthur Burelli
- 1971 : Mission impossible : Le Téléphérique (The Tram) (saison 6 épisode 3) : Johnny Thorne
- 1971 : Monty Nash : The Man in the Embassy (saison 1 épisode 4) : Jose Gorman
- 1971 : Doris comédie : The Albatross (saison 4 épisode 8) : Antoine
- 1971 : Sarge : The Silent Target (saison 1 épisode 7) : Segarra
- 1971 : Coup double : Desperate Ours (saison 1 épisode 14) : Killer Larsen
- 1971 : Cannon : Meurtre sur la plage (A Lonely Place to Die) (saison 1 épisode 11) : Cassick
- 1972 : Sam Cade : Le faux tableau (The Fake) (saison 1 épisode 23) : Eddie Pine
- 1972 : Temperatures Rising : The Muscle and the Medic (saison 1 épisode 5) : Eddie
- 1972 : Cannon : Les Murs ont des oreilles (Hear No Evil) (saison 2 épisode 11) : Al Price
- 1972 : Les Rues de San Francisco : Liberté conditionnelle (Timelock) (saison 1 épisode 8) : Herb Shako
- 1973 : McMillan : The Fine Art of Staying Alive (saison 2 épisode 6) : Hill
- 1973 : The New Perry Mason : The Case of the Frenzied Feminist (deuxième série épisode 12) : M. Sloat
- 1973 : Insight : Reunion (Assassin)
- 1973 : Police Story : The Violent Homecoming (saison 1 épisode 4) : Fernandez
- 1974 : Barnaby Jones : Programmed for Killing (saison 2 épisode 17) : M. Griffin
- 1974 : Mannix : Où est passé le million ? (Trap for a Pigeon) (saison 7 épisode 23) : Adante
- 1974 : L'Homme qui valait trois milliards : Alerte nucléaire (Nuclear Alert) (saison 2 épisode 1) : Cal
- 1974 : Hawaï police d'État : Cauchemar à Hawaii (A Hawaiian Nightmare) (saison 7 épisode 2) : Vince
- 1974 : Petrocelli : A Life for a Life (saison 1 épisode 5)
- 1974 : Police Story : Requiem for C.Z. Smith (saison 2 épisode 2) : Detective Diaz
- 1975 : Insight : Class Reunion (Assassin)
- 1975 : Les Rues de San Francisco : Labyrinthe (Labyrinth) (saison 3 épisode 22) : Jack Vincent
- 1975 : Police Story : Company Man (saison 3 épisode 12) : Sgt. Ron Contrera
- 1977 : Super Jaimie : L'espion fait cavalier seul (Over the Hill Spy) (saison 3 épisode 11) : Juan Robles
- 1978 : Switch : Who Killed Lila Craig? (saison 3 épisode 12) : Rick Race
- 1982 : Frank, chasseur de fauves : Une naissance chaque minute (There's One Born Every Minute) (saison 1 épisode 3) : Tobar
- 1983 : Matthew Star : The Quadrian Caper (saison 1 épisode 17) : Frank Lund
- 1984 : Capitaine Furillo : Las Vegas (Fuched Again) (saison 5 épisode 8) : Tony Barletta
- 1984 : Capitaine Furillo : Coup bas (Low Blow) (saison 5 épisode 9) : Tony Barletta
- 1985 : Histoires de l'autre monde : The Satanic Piano (saison 2 épisode 6) : Tony
- 1988 : Santa Barbara : saison 1 épisodes 982, 984, 992 et 993 (Pierre Dumont)

#### Téléfilms
- 1959 : Winterset de George Schaefer: Blue Serge Man
- 1973 : À pleins chargeurs de Paul Wendkos : Hank Perrone
- 1980 : Fugitive Family de Paul Krasny : Fabiani
- 1989 : The Neon Empire de Larry Peerce : Luciano